# DVD Forum
DVD Forum — группа компаний, отвечающая за разработку стандартов, продвижение и развитие оптических дисков в том числе DVD-дисков.
DVD Forum является добровольным объединением более чем 230 фирм с целью создания промышленных стандартов для DVD-дисков. Это объединение компаний было основано в 1995 году и первоначально называлось DVD Consortium. В 1997 объединение было переименовано в DVD Forum. Штаб-квартира объединения DVD Forum находится в Токио.

## Участники
Первоначально членами объединения DVD Forum были 10 компаний-основателей и более 220 частных лиц. В настоящий момент в объединение входит более 230 фирм, среди которых следующие:
- Intel
- Microsoft
- NEC
- Paramount Pictures
- Toshiba
- Sanyo
- Universal Studios
- Warner Bros

## Стандарты и термины, введённые DVD-форумом
- DVD Multi
- DVD-Audio